# Serhij Baltatja
Serhij Pavlovytj Baltatja (ukrainska: Сергій Павлович Балтача), född 17 februari 1958 i Zjdanov (nu Mariupol), Ukrainska SSR, Sovjetunionen, är en ukrainsk (och tidigare sovjetisk) före detta fotbollsspelare som tog OS-brons i fotbollsturneringen vid de olympiska sommarspelen 1980 i Moskva.

### Webbkällor
Den här artikeln är helt eller delvis baserad på material från engelskspråkiga Wikipedia, Sergei Pavlovich Baltacha, 10 oktober 2012.
- Sports-reference.com (engelska)